# Alexa Moreno
Alexa Citlali Moreno Medina (Mexicali, Baja California, 8 de agosto de 1994), conocida como Alexa Moreno, es una gimnasta olímpica y arquitecta mexicana.
Medallista de bronce en salto de caballo en el Mundial de Gimnasia Artística de 2018, donde se convirtió en la primera mexicana en lograr un podio en dicho certamen, Obtuvo cuarto lugar en la prueba de salto de caballo en los Juegos Olímpicos de Tokio 2020.

## Vida personal
En diciembre de 2021 se graduó de la carrera de arquitectura en la Universidad del Valle de México Campus Mexicali, en su ciudad natal.
Alexa Moreno es aficionada del K-pop Archivado el 10 de agosto de 2013 en Wayback Machine. y el Anime, inclusive utilizó música del anime Demon Slayer (Kimetsu no Yaiba) en su rutina de piso para los Juegos Olímpicos de Tokio 2020.
En 2024, la empresa Mattel anunció el lanzamiento de una muñeca Barbie con la imagen de Alexa.

## Trayectoria

### 2010

#### Campeonato de Gimnasia Pacific Rim 2010
Campeonato que integra a gimnastas de países de la Alianza del Pacífico, y Auspiciado en este año en Melbourne, Australia. Alexa obtiene su primera medalla en alguna competencia Internacional. Obtuvo el Bronce en el Salto de Caballo, al ser superada por Dominique Pegg de Canadá y Emily Little de Australia.

#### Juegos Centroamericanos y del Caribe 2010
Alexa Moreno participó en los Juegos Centroamericanos y del Caribe de 2010, donde obtuvo la medalla de plata en el salto de caballo con un puntaje de 13.687, y la medalla de oro en el combinado por equipo junto con Marisela Cantu, Daniela De León, Yessenia Estrada, Elsa García y Ana Lago.

### 2011

#### Mundial de Gimnasia Artística 2011
A solo un año de incursionar como Sénior, Alexa Moreno clasificó a la final de salto de caballo en el Mundial de Gimnasia Artística 2011 realizado en Tokio, Japón. Moreno clasificó en sexto lugar a la final del salto de caballo y fue la primera en iniciar el ejercicio final. Su primer salto obtuvo un puntaje de 14.733 (D:6.3;E:8.433), su segundo salto fue calificado con 13.700 (D:5.2;E:8.500), para promediar un total de 14.216, Finalizando en Séptima posición.

### 2012

#### Copa Mundial de Zibo 2012
Alexa Moreno compitió en la Copa Mundial de Zibo 2012, realizada en la ciudad de Zibo, China. Moreno clasificó a la final de Salto de Caballo, consiguiendo en la final la medalla de plata con un promedio de 14.412. La medalla de oro al obtuvo Cheng Fei de China con un promedio de 14.512, y la medalla de bronce la obtuvo Yamilet Peña de la República Dominicana con un promedio de 14.125.

#### Copa Mundial de Ghent 2012
Alexa Moreno compitió en la Copa Mundial de Ghent en 2012, realizada en la ciudad de Ghent, Bélgica. Obtuvo la medalla de oro en la prueba de salto de caballo con un promedio de 14.512, la medalla de plata la obtuvo Giulia Steingruber de Suiza con un promedio de 13.825, y la medalla de bronce la obtuvo Alina Sotnikava de Bielorrusia con promedio de 13.750.

### 2013

#### Universada de 2013
En la Universiada de 2013, celebrada en Kazán, Rusia, Alexa Moreno compitió individualmente en el salto de caballo, y contribuyó a las pruebas de salto de caballo y barras asimétricas en el combinado por equipos. En la competencia por equipos, la selección femenil Mexicana se colocó en cuarto lugar, tras Rusia, Japón y Alemania respectivamente. Moreno clasificó a la final individual de salto de caballo, colocándose en quinto lugar con un promedio de 14.675.

### 2014

#### Mundial de Gimnasia Artística 2014
Alexa Moreno compitió en el Campeonato Mundial de Gimnasia Artística de 2014, celebrado en Nanning, China, donde se clasificó en la prueba de salto de caballo en la quinta posición con un puntaje de 14.816. En la final, ejecutó su primer salto con un total de 15.033 (D:6.2;E:8.833), y en su segundo salto cayó fuera del área designada y obtuvo una calificación de 14.066 (D:6.0;E:8.366,P:0.3), promediando finalmente 14.549 y finalizando en la prueba como séptima de ocho finalistas.

#### Juegos Centroamericanos y del Caribe 2014.
En los Juegos Centroamericanos y del Caribe de 2014, celebrados en Veracruz, México, Alexa Moreno obtuvo el primer lugar en el combinado por equipos junto con Karla Yanin Retiz, Karla Amaranta Torres, Ana Estefanía Lago y Elsa García.

### 2015

#### Mundial de Gimnasia Artística 2015
Alexa Moreno compitió en el Campeonato Mundial de Gimnasia Artística de 2015, celebrado en Glasgow, Escocia, donde compitió en el salto de caballo y el combinado individual. En el salto de caballo, Moreno recibió una calificación promedio de 14.566, lo cual que la colocó en séptimo lugar. En el combinado individual, Moreno obtuvo un total de 53.865, con una calificación de 15.033 en el salto de caballo, 13.066 en las barras asimétricas, 12.400 en la viga y 13.366 en el piso. El equipo Mexicano concluyó el campeonato en la posición 21 para la selección femenil, y la posición 24 para la selección varonil.

### 2016

#### Juegos Olímpicos de Río de Janeiro 2016
Alexa Moreno participó en los Juegos Olímpicos de Río de Janeiro 2016, celebrados en Río de Janeiro, Brasil, compitiendo en la competencia individual para todos los aparatos, y el combinado individual. En el salto de caballo obtuvo un puntaje de 14.400 en su primer salto, y 14.866 en el segundo, finalizando en decimosegundo lugar con un promedio de 14.633. Moreno obtuvo un puntaje de 13.333 en las barras asimétricas, 13.300 en la viga, 13.833 en el piso, y 54.866 en el combinado individual.

### 2018

#### Mundial de Gimnasia Artística 2018
Durante el Campeonato Mundial de Gimnasia Artística de 2018, realizado en Doha, Catar, obtuvo la medalla de bronce en salto de caballo, al realizar una puntuación de 14,600 en su primera ejecución, 14,416 en la segunda, promediando 14,508. Alexa Moreno es la primera mujer mexicana en subir al podio en un Mundial de Gimnasia Artística. Las puntuaciones más altas las tuvieron Shallon Olsen de Canadá (medalla de plata) y la estadounidense Simone Biles (medalla de oro).

### 2019

#### Copa Mundial de Bakú 2019
Participó en la Copa del Mundo de Gimnasia Artística Bakú 2019, celebrada en Bakú, Azerbaiyán. La gimnasta ganó la medalla de bronce en salto con caballo con una puntuación de 14.249 unidades.

#### Mundial de Gimnasia Artística 2019
Alexa Moreno participó en todos los aparatos y el combinado individual en el Campeonato Mundial de Gimnasia Artística de 2019, celebrado en Stuttgart, Alemania. En la clasificatoria de salto de caballo, Moreno obtuvo una puntuación de 14.900 (D:5.8;E:9.1) en su primer salto y una puntuación de 14.733 (D:5.6;E:9.133) en su segundo salto, promediando 14.816 y ascendiendo a la final en la tercera posición. En la final, obtuvo una puntuación de 14.466 (D:5.8;E:8.766;P:0.1) en el primer salto y una puntuación de 14.800 (D:5.600;E:9.2) en el segundo salto, promediando 14.633 y quedando en sexto lugar. Moreno obtuvo un puntaje de 12.666 (D:5.3;E:7.366) en las barras asimétricas, 11.900 (D:5.2;E:6.8;P:0.1) en la viga, 12.333 (D:5.0;E:7.3) en el piso, y 51.766 en el combinado individual.

#### Copa Internacional de Corea 2019
El 19 de junio de 2019, obtuvo la medalla de bronce en la Copa Internacional de Corea, celebrada en salto de caballo, con 14.367 puntos.

### 2020-2021
Clasificó a los Juegos Olímpicos de Tokio 2020. Obtuvo cuarto lugar en la final de salto de caballo con 14.716 puntos, celebrada el 1 de agosto de 2021 en el Centro de Gimnasia de Ariake.

### 2023
Alexa Moreno anunció su regreso a la gimnasia, con el objetivo de competir en el Campeonato Panamericano de Gimnasia Artística de 2023 en Medellín, Colombia.
Compitió en el campeonato estatal de Gimnasia Artística de Baja California, donde obtuvo el primer lugar en el combinado individual (52.200), salto de caballo (14.000), barras asimétricas (13.000) y piso (13.100), y obtuvo el segundo lugar en viga (12.100).
Compitió en el Campeonato Panamericano de Gimnasia Artística de 2023 en Medellín, Colombia, donde obtuvo una medalla de bronce en el salto de caballo (13.700) y una medalla de plata en la competencia por equipo (154.698).
Fue seleccionada como abanderada de la selección mexicana en los Juegos Centroamericanos y del Caribe en San Salvador, El Salvador. En dicha competencia obtuvo 5 medallas, oro en la prueba por equipos, plata en el general individual (49.650), bronce en viga (11.550), oro en piso (13.550), y oro en salto (13.650).
Compitió en la Copa del Mundo de Gimnasia Artística en París, Francia, donde obtuvo oro en salto (14.075) y el bronce en piso (13.300).
Compitió en el Campeonato Mundial de Gimnasia Artística de 2023 en Amberes, Bélgica. Formó parte de la competencia por equipos, donde la selección Mexicana obtuvo el 14˚ lugar (154.628). En la competencia individual, obtuvo el 18˚ lugar en general individual (51.765), y 4˚ lugar en salto (14.166, 14.300/14.033).
Obtuvo una plaza olímpica individual para participar en los Juegos Olímpicos de París 2024 por su desempeño en el general individual en el Campeonato Mundial de Gimnasia Artística de 2023.

### 2024
Alexa Moreno participó en dos copetencias de la Copa del Mundo de Gimnasia Artística. En la copa de Varna, Bulgaria, obtuvo la medalla de bronce en salto de caballo con un puntaje de 13.749 y en la copa de Koper, Eslovenia, obtuvo la medalla de oro en el salto de caballo con un puntaje de 13.600.

## Palmarés internacional
| Año  | Competencia                              | Lugar                 | Medalla           | Evento           |
| ---- | ---------------------------------------- | --------------------- | ----------------- | ---------------- |
| 2010 | Juegos Centroamericanos y del Caribe     | Mayagüez, Puerto Rico | Medalla de oro    | Equipo           |
| 2010 | Juegos Centroamericanos y del Caribe     | Mayagüez, Puerto Rico | Medalla de oro    | Equipo           |
| 2010 | Juegos Centroamericanos y del Caribe     | Mayagüez, Puerto Rico | Medalla de plata  | Salto de caballo |
| 2014 | Juegos Centroamericanos y del Caribe     | Veracruz, México      | Medalla de oro    | Equipo           |
| 2018 | Campeonato Panamericano de Gimnasia      | Lima, Perú            | Medalla de bronce | Equipo           |
| 2018 | Campeonato Mundial de Gimnasia Artística | Doha, Catar           | Medalla de bronce | Salto de Caballo |
| 2023 | Campeonato Panamericano de Gimnasia      | Medellín, Colombia    | Medalla de oro    | Salto de Caballo |
| 2023 | Campeonato Panamericano de Gimnasia      | Medellín, Colombia    | Medalla de plata  | Equipo           |

## Reconocimientos
- Premio nacional del deporte. El 28 de noviembre le fue entregada la medalla Premio Nacional del Deporte 2019 en la categoría deporte no profesional.[48]
- Medalla Mérito Deportivo 2019 de la Cámara de Diputados. Entregada el 5 de marzo de 2020.[49]
- Reconocida como una de las 100 mujeres más poderosas de México 2019 por la revista Forbes México.[50][51]